# 农心白山水杯世界围棋元老最强战
农心白山水杯世界围棋元老最强战由农心公司赞助，参赛棋手年龄限制为1970年1月1日前出生，中日韩三国各派四人组队参赛，比赛方式与农心辛拉面杯三国围棋擂台赛一样，三国棋手轮流打擂，胜者作为擂主接受挑战，直至结束。

## 第1届
| 局次   | 日期           | 地点           | 获胜棋手 | 失利棋手 | 结果             |
| ------ | -------------- | -------------- | -------- | -------- | ---------------- |
| 第1局  | 2023年10月17日 | 北京韩国文化院 | 刘小光   | 山城宏   | 211手·黑中盘胜   |
| 第2局  | 2023年10月18日 | 北京韩国文化院 | 刘小光   | 徐奉洙   | 319手·黑1目半胜  |
| 第3局  | 2023年10月19日 | 北京韩国文化院 | 彦坂直人 | 刘小光   | 299手·黑中盘胜   |
| 第4局  | 2023年10月20日 | 北京韩国文化院 | 崔圭丙   | 彦坂直人 | 274手·黑12目半胜 |
| 第5局  | 2024年2月19日  | 上海大酒店     | 崔圭丙   | 曹大元   | 190手·白中盘胜   |
| 第6局  | 2024年2月20日  | 上海大酒店     | 武宫正树 | 崔圭丙   | 198手·白中盘胜   |
| 第7局  | 2024年2月21日  | 上海大酒店     | 马晓春   | 武宫正树 | 279手·白12目半胜 |
| 第8局  | 2024年2月22日  | 上海大酒店     | 曹薰铉   | 马晓春   | 260手·白中盘胜   |
| 第9局  | 2024年2月23日  | 上海大酒店     | 依田纪基 | 曹薰铉   | 278手·黑2目半胜  |
| 第10局 | 2024年2月24日  | 上海大酒店     | 依田纪基 | 聂卫平   | 206手·白中盘胜   |
| 第11局 | 2024年2月25日  | 上海大酒店     | 刘昌赫   | 依田纪基 | 210手·白中盘胜   |

## 第2届
- 中国：聂卫平、曹大元、俞斌、芮乃伟
- ：曹薰铉、徐能旭、金钟秀、刘昌赫
- 日本：武宫正树、小林光一、王铭琬、依田纪基

| 局次  | 日期          | 地点                           | 获胜棋手     | 失利棋手     | 结果          |
| ----- | ------------- | ------------------------------ | ------------ | ------------ | ------------- |
| 第1局 | 2024年9月5日  | 吉林延吉农心公司白山水生产基地 | 金钟秀九段   | 王铭琬九段   |               |
| 第2局 | 9月6日        | 吉林延吉农心公司白山水生产基地 | 芮乃伟九段   | 金钟秀九段   | 白胜          |
| 第3局 | 9月7日        | 吉林延吉农心公司白山水生产基地 | 芮乃伟九段   | 依田纪基九段 | 黑胜          |
| 第4局 | 9月8日        | 吉林延吉农心公司白山水生产基地 | 芮乃伟九段   | 徐能旭九段   | 白中盘胜      |
| 第5局 | 9月9日        | 吉林延吉农心公司白山水生产基地 | 芮乃伟九段   | 小林光一九段 | 白中盘胜      |
| 第6局 | 9月10日       | 吉林延吉农心公司白山水生产基地 | 芮乃伟九段   | 曹薰铉九段   | 白202手中盘胜 |
| 第7局 | 2025年2月17日 | 上海大酒店                     | 武宫正树九段 | 芮乃伟九段   | 黑超时负      |
| 第8局 | 2月18日       | 上海大酒店                     | 刘昌赫九段   | 武宫正树九段 | 黑胜          |
| 第9局 | 2月19日       | 上海大酒店                     | 曹大元九段   | 刘昌赫九段   | 黑264手胜     |